# 承齡
承龄（1814年—1865年），字子久，一字叔度，号尊生，一号藏庵，别号净业渔人，裕瑚鲁氏，满洲镶黄旗人。进士出身，清朝官员、词人。

## 生平
道光壬辰（1832年）顺天乡试举人，丙申（1836年）恩科进士。由礼部主事、礼部掌印郎中历官貴州安顺府知府、貴陽府知府，贵州按察使，貴州布政使。曾任《欽定科場條例》（1852）提调官。
工書法，身後其子恩元搜集遗墨，成《藏庵石刻》一册。工词，诗亦清新雅健。著有《大小雅堂诗集》四卷（清光绪十八年（1892）由其长子恩元刊印，状元徐郙作序，榜眼文廷式题跋）、词集《冰蚕词》一卷（张之洞将它列入《书目答问》，作为推荐之书，并将纳兰性德与承龄列入清代著名词家）、《六朝律造》十二卷。承龄师从正白旗满洲、嘉慶十年（1805年）乙丑科進士、兵部尚書叶赫那拉氏那清安；幼年时曾跟随乾隆五十一年（1786）科举人丁应銮（字仙坡）学习。与正黄旗蒙古、道光二十五年（1845年）乙巳恩科进士柏春结社为诗。在贵州任职时，与莫友芝相唱和。
他的《庆清朝·登蓟州独乐寺阁》词中写道：“试向蓟门极目，见五云飞处，远树春浮。山僧解事，雁堂曾识龙斿。闻道百灵杂沓，半天风雨谒珠邱。阑干外、翠微万叠，遥拱神州”。他的《八声甘州·太和周春甫继煦别驾旧有桐阴山馆小照转题失去复得仇十洲画景物相合遂以代图属题》词中写道：“颇怪当年画史，为谁营丘壑，留伴疏狂。只青溪几曲，欲问转茫茫。莽天涯、猿啼鹤怨，侭容他，清簟送斜阳。薲洲外、待携渔笛，同譜沧浪”。
楊鍾羲对承齡的诗词评论是：“缠绵悱恻，有少陵忠厚之遗。......所作风华流丽，出入初唐”（见《雪桥诗话全编》，vol.1）。

## 家庭
- 太高祖天敏。
- 高祖五十一；高祖母瓜爾佳氏。
- 曾祖潘德理；曾祖母汪爾佳氏。
- 祖父英保；祖母温佳氏。
- 父敦泰，广东盐运使司运判。母赵氏（继妻）（父正蓝旗汉军趙寅亮，胞叔乾隆辛丑科進士阿林 (乾隆进士)，堂姊赵氏嫁正蓝旗满洲、嘉慶辛酉科進士他塔喇氏秀堃）。
- 胞兄承祿，承慶，承端，承佩。
- 妻赵氏（正蓝旗汉军趙達誠，祖父趙寅亮；承齡的妻、母均属正蓝旗汉军、清末東三省總督趙爾巽家族）。
- 儿恩元（字善長，号伯元），咸丰二年顺天乡试举人（隶镶黄旗满洲鄂尔托那佐领下），陕西知县。母李氏（父内务府正白旗汉军李希晉，祖父系嘉慶十三年戊辰進士李恩繹；胞姊李氏嫁鑲黃旗滿洲、咸豐丙辰科進士馬佳氏紹祺（胞弟紹英，祖父禮部尚書昇寅）；堂姊李氏原配嫁正蓝旗汉军、光緒二年丙子恩科進士胡俊章）。恩元与胡俊章系咸丰二年顺天乡试同榜。
  - 孙儿奭良 (字召南)（1851-1930），任奉天东边道、淮扬海兵备道、辛亥前（1911）护理江北提督，著有《野棠轩全集》、《野棠轩词选》（1929年由胡俊章的胞侄科举人胡玉泽署名与题记），有“八旗才子”之称，民国期间参与修订《清史稿》。奭良师从胡俊章，“汉军胡效三先生俊章……于余为年丈、姨丈，又受业师也”（奭良《野棠轩文集》）。
  - 孙儿準良（字仲萊）（1853-1908），光緒癸未進士，禮部右侍郎。其女裕瑚魯氏，嫁镶蓝旗宗室毓方（父咸豐九年(1859)己未科進士文慎公福錕，生母继配鄂卓氏（父鑲藍旗滿洲海澄，祖父道光壬午恩科進士吉年，祖伯父道光壬午恩科進士吉珩（又吉達善）；胞姊鄂卓氏二继嫁光緒六年（1880年）庚辰科进士、正蓝旗宗室溥良）；姑母愛新覺羅氏嫁正藍旗蒙古、同治四年(1865)乙丑科狀元文節公阿魯特氏崇綺）。
  - 孙儿尹良（字莘吾），由盐茶道改任盐运道，后任四川布政使。其子尹熙庸，任职大连南满州铁道株式会社；妻郡主爱新觉罗氏显珥（肅親王善耆次女）。女裕瑚魯氏，嫁宗室毓嶟（父貝子溥倫，祖父恭勤貝勒載治）。
  - 孙儿弼良。其女裕瑚魯氏，嫁正蓝旗宗室增耆（父宗室意普，先祖安和親王岳樂）。
  - 孙女裕瑚鲁氏（父恩元），嫁光緖二十年甲午科举人、正藍旗宗室世延（其养父宗室魁瀛，生父理事官宗室桂端，嫡母姚佳氏（其父内务府正白旗汉军斌和，嫡堂叔同治四年（1865年）乙丑科进士斌敏）；胞叔同治壬戌進士宗室桂昂，姑母愛新覺羅氏嫁正蓝旗滿洲、道光庚子科進士蘇完呢瓜爾佳氏毓雯）。
- 儿恩燾（字叔涵），江南道监察御史、山东督粮道，有丛辑《潘刻五种》。
- 儿恩溥（字仲渊），工部都水司郎中，后任陝西道監察御史，和礼部尚书贵庆之孙御史端良关系好，端良叔叔瑞琇之妻赵氏亦出自趙爾巽家族。